# 윈도우 임베디드 스탠더드
윈도우 임베디드 스탠더드(Windows Embedded Standard)는 산업/임베디드용 윈도우로 2009, 7, 8이 나와 있다. 스탠더드 2009는 지원이 2019년, 스탠더드 7은 2020년, 스탠더드 8은 2023년에 각각 지원이 종료된다.

## 종류별 특징

### 임베디드 스탠더드 2009
임베디드 스탠더드 2009는 2008년에 출시된 임베디드용 운영체제이며, 윈도우 XP 임베디드의 후속작이다.
일반지원은 2014년 1월 14일에 종료되었으며, 연장지원은 2019년 1월 8일에 지원이 종료되었다.
인터넷 익스플로러는 윈도우 XP와 같이 8까지 설치된다.

### 임베디드 스탠더드 7
임베디드 스탠더드 7은 2010년에 출시된 산업/임베디드용 운영체제로, 임베디드 스탠더드 2009의 후속작이다.
전체적으로 윈도우 7 커널을 기반으로 한다.
일반지원은 2015년 10월 13일에 종료되었으며, 연장지원은 2020년 10월 13일에 지원이 종료되었다. 
인터넷 익스플로러 9까지 설치되며, 그 이상의 버전으로 설치를 시도하면 Windows 7 서비스팩 1 이상의 버전으로만 설치할 수 있다고 나온다.
서비스팩 1이 설치되어 나온 버전도 있다. 그 버전에서는 인터넷 익스플로러 11을 설치 할 수 있다.
윈도우 미디어 플레이어는 최신 버전이 설치된다.

### 임베디드 스탠더드 8
임베디드 스탠더드 8은 산업용 운영체제이며, 임베디드 스탠다드 7의 후속작이다.
윈도우 8과 달리 기능을 간소화시켰으며, 후속 버전인 임베디드 8.1 출시로 2016년 1월 12일에 지원이 종료되었다. 
다만, 스탠다드 버전은 2018년 7월 10일에 일반지원이 종료되었으며, 2023년 7월 11일에 연장지원이 종료되었다.
인터넷 익스플로러 10이 기본 탑재되어 있다.